# Sa Caravera
Sa Caravera és una platja urbana del municipi de Lloret de Mar (Selva) situada a l'extrem sud de la platja de Lloret, de la qual tan sols està separada per uns grenys de pedra que trenquen la línia de mar, però no trenquen la línia de sorra, que està enllaçada per una mena d'estrangulament. Està encaixada entre les roques de la Pastera i el penyal del Monument a la Dona Marinera.

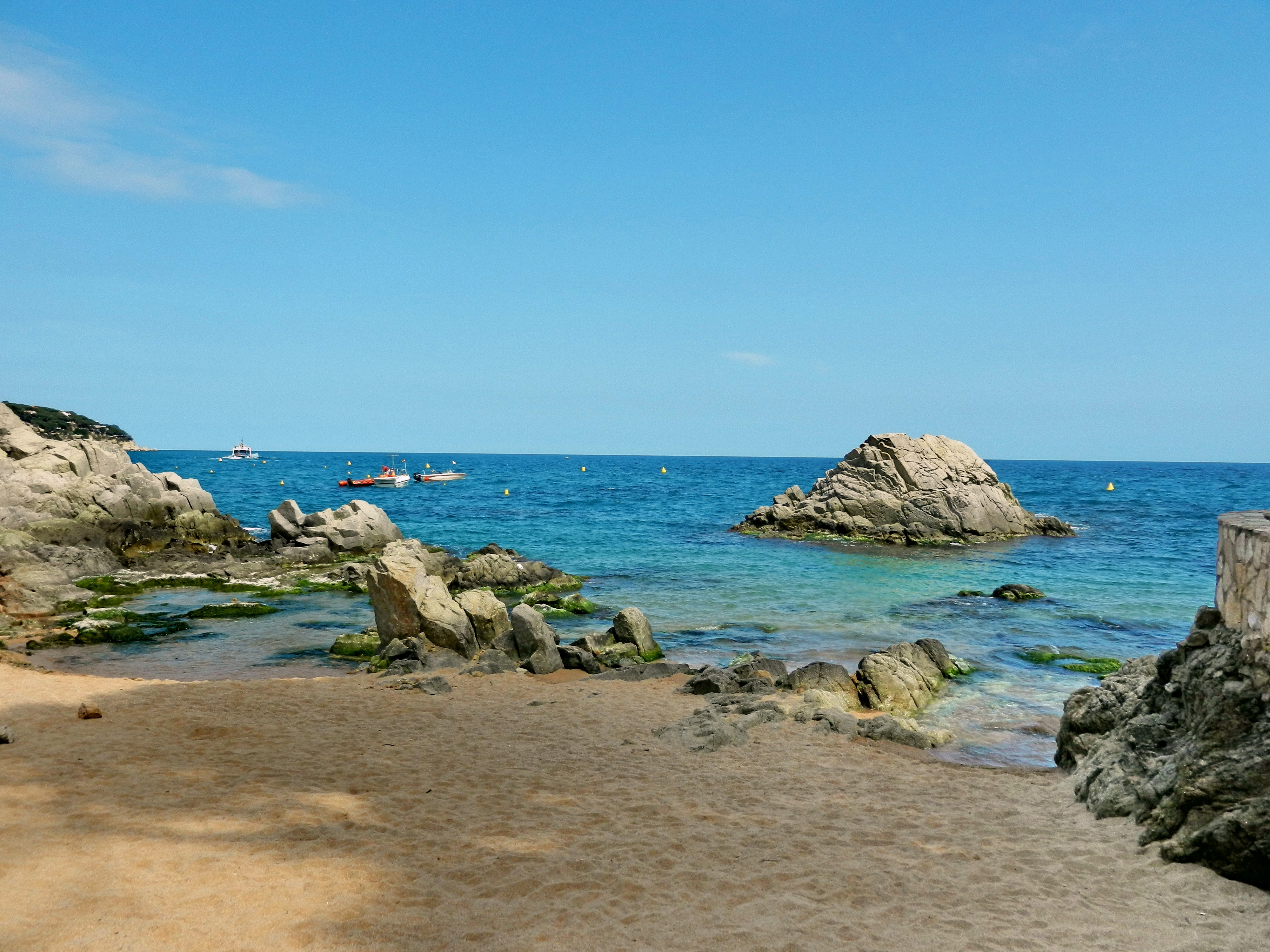
Sa Caravera, amb sa Pastera a l'esquerra, i sa Grossa enfront

Està molt a prop de la desembocadura de la riera de Lloret, pel que en èpoques de fortes pluges l'aigua queda embrutida del fang que transporta la riera. En ocasions, la mar dibuixa una entrada d'aigües molt somes, que s'estenen sota la paret rocallosa de la penya, donant forma a una bassa excel·lent per a banyar-se els infants, que es coneix per sa Piscina.
L'origen del nom de l'indret és confús, però la transmissió oral explica que en aquest racó es va produir l'enfonsament d'una nau pirata que va comportar, durant un temps, l'aparició d'algunes calaveres. El nom popular de sa calavera amb el temps derivaria a sa Caravera.
El compositor Jaume Cristau i Brunet li dedicà la sardana Sa Caravera, que va ser premi Lloret 1975.